# Carlos Reyles
|  | Per la localitat de l'Uruguai, vegeu Carlos Reyles (Uruguai) |

Carlos Claudio Reyles (Montevideo, 30 d'octubre de 1868 – ibídem, 24 de juliol de 1938) fou un narrador, assagista i dramaturg modernista uruguaià.

## Biografia
Nascut a Montevideo, la capital de l'Uruguai, Reyles venia d'una família aristocràtica. Realitzà molts viatges per Europa i s'educà al Col·legi Hispanouruguaià de Montevideo.
Conegué Antonia Hierro, la seva primera dona, i se separà el 1906. El 1915 fundà la Federació Rural i es dedicà, durant un temps considerable, a l'activitat política. Realitzà, a més, una sèrie de negocis amb les terres del seu pare, però sense cap èxit.

## Obra
Reyles seguia el realisme literari i, en ser un declarat admirador del decadentisme francès, passà al modernisme. Així mateix, estava interessat en els assumptes socials. Algunes de les obres destacades de Carlos Reyles són les següents:
- 1888 Por la vida (novel·la)
- 1894 Beba (novel·la)
- 1896 Primitivo (novel·la)
- 1897 El extraño (novel·la)
- 1900 La raza de Caín (novel·la)
- 1903 El ideal nuevo (assaig)
- 1910 La muerte del cisne (assaig)
- 1916 El terruño (novel·la)
- 1918 - 1919 Ensayos olímpicos (assaigs)
- 1922 El embrujo de Sevilla (novel·la)
- 1931 Historia sintética de la literatura uruguaya
- 1932 El gaucho florido (novel·la)
- 1970 Diarios (pòstum)